# Mestes
Mestes est une commune française située dans le département de la Corrèze, en région Nouvelle-Aquitaine.

## Géographie

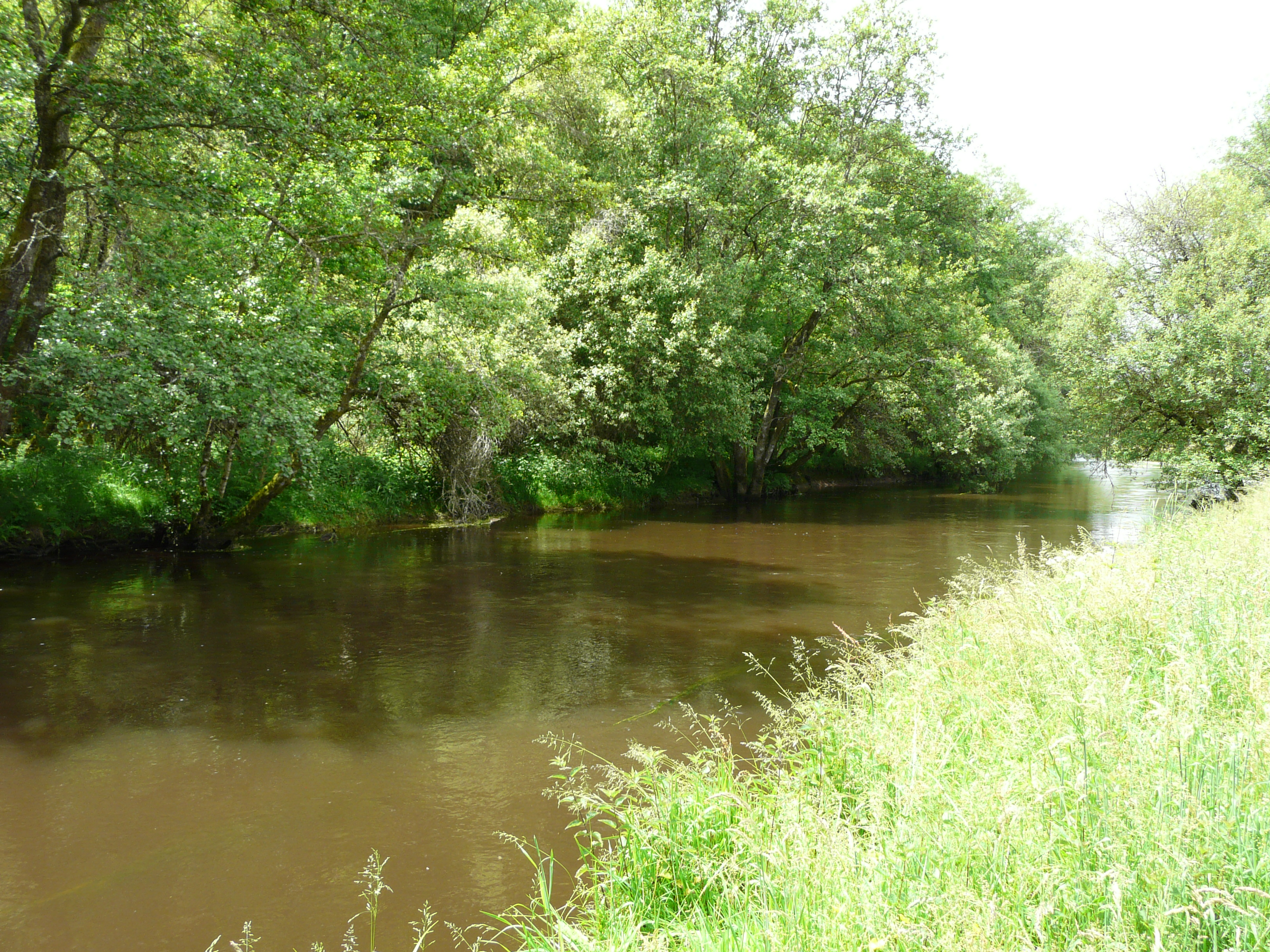
La Diège entre Saint-Exupéry-les-Roches (au premier plan) et Mestes (en rive opposée).

Incluse dans l'aire urbaine d'Ussel, la commune de Mestes se situe dans le Massif central, au nord-est du département de la Corrèze. Elle est bordée à l'est par la Diège qui la sépare de Saint-Exupéry-les-Roches.
L'altitude minimale, 545 mètres, se trouve au sud-est, au niveau du lac de retenue du barrage des Chaumettes, là où la Diège quitte la commune pour servir de limite entre celles de Chirac-Bellevue et Saint-Exupéry-les-Roches. L'altitude maximale avec 686 ou 700 mètres, est localisée au nord-ouest, entre Valadier et la Serre.
À quelques kilomètres de l'échangeur no 23 « Ussel-Ouest » de l'autoroute A89, le territoire communal est desservi par les routes départementales 120, 168, 979 et 982.
Si l'église paroissiale se trouve au hameau de Mestes, en dehors des routes principales, la mairie se trouve au village de la Serre, où se rejoignent les quatre routes départementales précitées, six kilomètres au sud d'Ussel (en distance orthodromique).

### Communes limitrophes
Les communes limitrophes sont  Chirac-Bellevue, Saint-Angel, Saint-Exupéry-les-Roches, Ussel et Valiergues.
| Saint-Angel | Ussel           |                          |
| Valiergues  | Mestes          | Saint-Exupéry-les-Roches |
|             | Chirac-Bellevue |                          |

### Climat
Pour des articles plus généraux, voir Climat de la Nouvelle-Aquitaine et Climat de la Corrèze.
Historiquement, la commune est exposée à un climat montagnard.
En 2020, Météo-France publie une typologie des climats de la France métropolitaine dans laquelle la commune est exposée à un climat de montagne et est dans la région climatique  Ouest et nord-ouest du Massif Central, caractérisée par une pluviométrie annuelle de 900 à 1 500 mm, maximale en automne et en hiver.
Pour la période 1971-2000, la température annuelle moyenne est de 9,5 °C, avec  une amplitude thermique annuelle de 15,1 °C. Le cumul annuel moyen de précipitations est de 1 080 mm, avec 13,3 jours de précipitations en janvier et 7,7 jours en juillet. Pour la période 1991-2020, la température moyenne annuelle observée sur la station météorologique la plus proche, située sur la commune d'Ussel à 5 km à vol d'oiseau, est de 9,9 °C et le cumul annuel moyen de précipitations est de 1 156,1 mm,. Pour l'avenir, les paramètres climatiques de la commune estimés pour 2050 selon différents scénarios d’émission de gaz à effet de serre sont consultables sur un site dédié publié par Météo-France en novembre 2022.

## Urbanisme

### Typologie
Au 1er janvier 2024, Mestes est catégorisée commune rurale à habitat dispersé, selon la nouvelle grille communale de densité à 7 niveaux définie par l'Insee en 2022.
Elle est située hors unité urbaine. Par ailleurs la commune fait partie de l'aire d'attraction d'Ussel, dont elle est une commune de la couronne,. Cette aire, qui regroupe 38 communes, est catégorisée dans les aires de moins de 50 000 habitants,.

### Occupation des sols
L'occupation des sols de la commune, telle qu'elle ressort de la base de données européenne d’occupation biophysique des sols Corine Land Cover (CLC), est marquée par l'importance des forêts et milieux semi-naturels (53,5 % en 2018), une proportion sensiblement équivalente à celle de 1990 (54,3 %). La répartition détaillée en 2018 est la suivante : 
forêts (53,5 %), prairies (33,2 %), zones agricoles hétérogènes (13 %), eaux continentales (0,3 %).
L'évolution de l’occupation des sols de la commune et de ses infrastructures peut être observée sur les différentes représentations cartographiques du territoire : la carte de Cassini (XVIIIe siècle), la carte d'état-major (1820-1866) et les cartes ou photos aériennes de l'IGN pour la période actuelle (1950 à aujourd'hui).

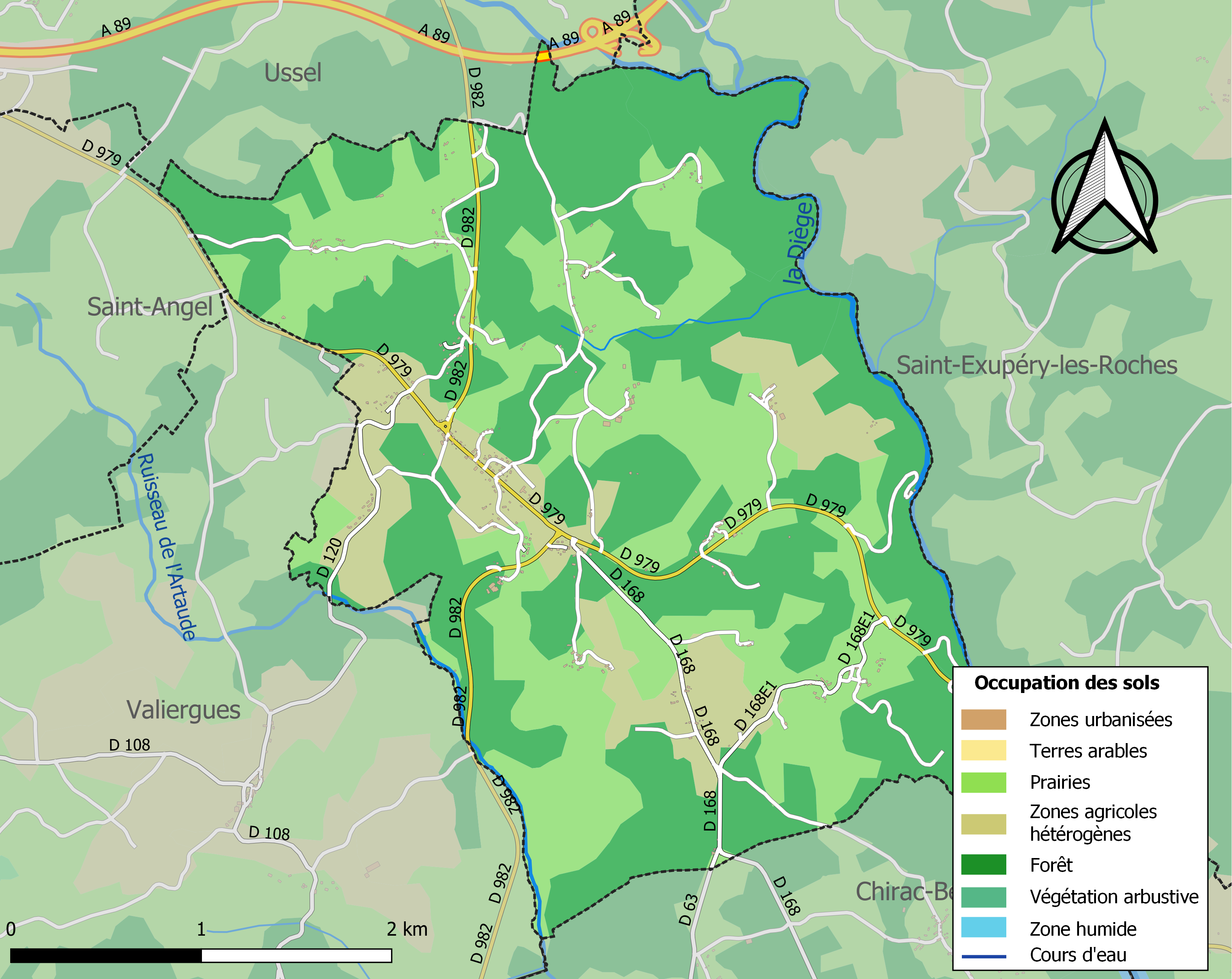
Carte des infrastructures et de l'occupation des sols de la commune en 2018 (CLC).

### Risques majeurs
Le territoire de la commune de Mestes est vulnérable à différents aléas naturels : météorologiques (tempête, orage, neige, grand froid, canicule ou sécheresse), inondations, feux de forêts et séisme (sismicité très faible). Il est également exposé à un risque technologique, le transport de matières dangereuses, et à un risque particulier : le risque de radon. Un site publié par le BRGM permet d'évaluer simplement et rapidement les risques d'un bien localisé soit par son adresse soit par le numéro de sa parcelle.

#### Risques naturels
Certaines parties du territoire communal sont susceptibles d’être affectées par le risque d’inondation par débordement de cours d'eau, notamment la Diège et le ruisseau de l'Artaude,.

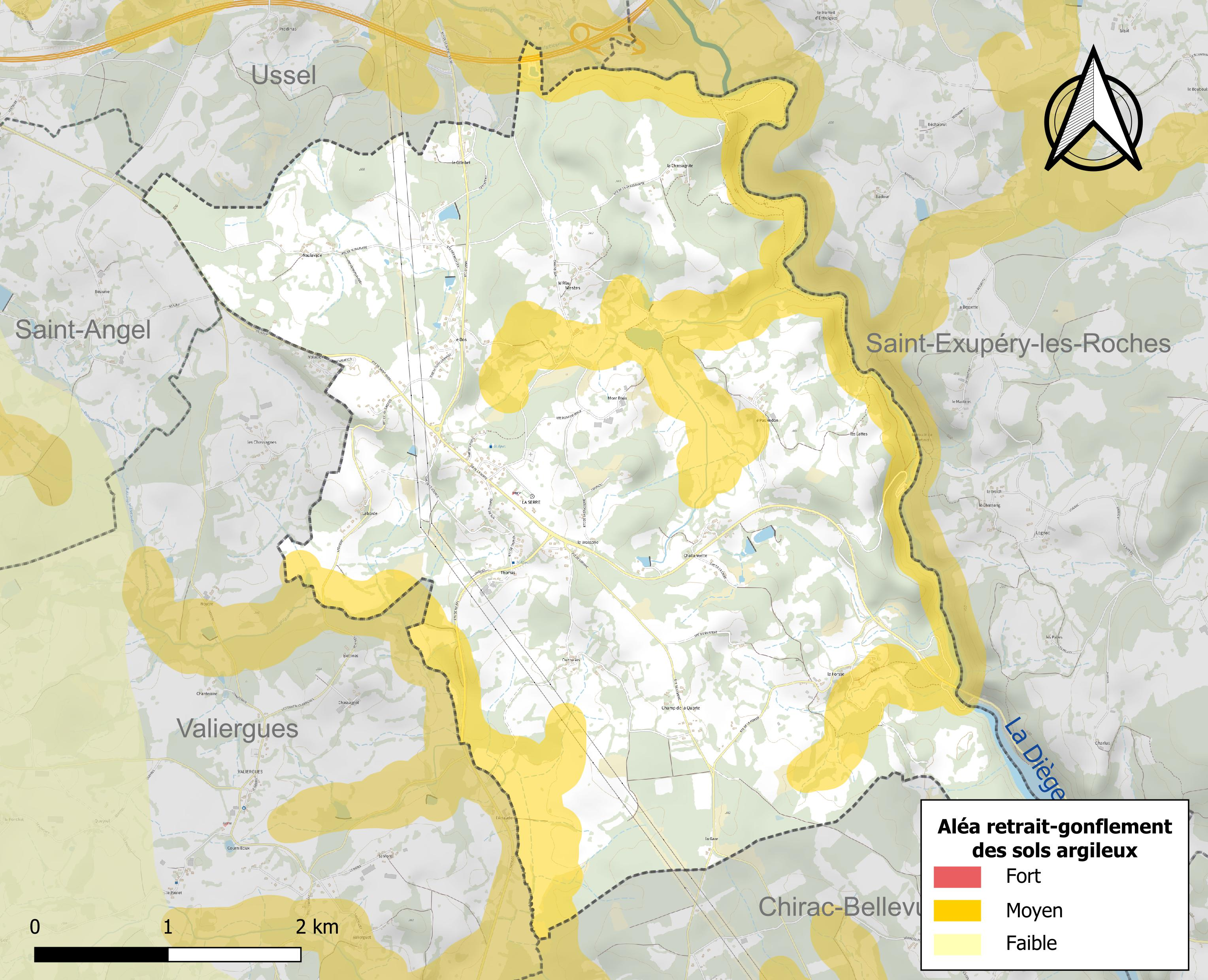
Carte des zones d'aléa retrait-gonflement des sols argileux de Mestes.

Le retrait-gonflement des sols argileux est susceptible d'engendrer des dommages importants aux bâtiments en cas d’alternance de périodes de sécheresse et de pluie. 21,7 % de la superficie communale est en aléa moyen ou fort (26,8 % au niveau départemental et 48,5 % au niveau national). Sur les 191 bâtiments dénombrés sur la commune en 2019, huit sont en aléa moyen ou fort, soit 4 %, à comparer aux 36 % au niveau départemental et 54 % au niveau national. Une cartographie de l'exposition du territoire national au retrait gonflement des sols argileux est disponible sur le site du BRGM,.
Concernant les feux de forêt, aucun plan de prévention des risques incendie de forêt (PPRIF) n’a été établi en Corrèze, néanmoins le code de l’urbanisme impose la prise en compte des risques dans les documents d’urbanisme. Le périmètre des servitudes d'utilité publique et des zones d'obligation légale de débroussaillement pour les particuliers est quant à lui défini pour la commune dans une carte dédiée.

#### Risques technologiques
Le risque de transport de matières dangereuses sur la commune est lié à sa traversée par une route à fort trafic et une canalisation de transport d'hydrocarbures. Un accident se produisant sur de telles infrastructures est susceptible d’avoir des effets graves sur les biens, les personnes ou l'environnement, selon la nature du matériau transporté. Des dispositions d’urbanisme peuvent être préconisées en conséquence.

#### Risque particulier
Dans plusieurs parties du territoire national, le radon, accumulé dans certains logements ou autres locaux, peut constituer une source significative d’exposition de la population aux rayonnements ionisants. Certaines communes du département sont concernées par le risque radon à un niveau plus ou moins élevé. Selon la classification de 2018, la commune de Mestes est classée en zone 3, à savoir zone à potentiel radon significatif.

## Toponymie
Mestes a aussi un nom dans la langue régionale, l'auvergnat, où son nom est prononcé « meyté ». Ainsi, son nom est Meïta en écriture auvergnate unifiée et Mestas en graphie classique.

## Politique et administration
| Période                                  | Période    | Identité                 | Étiquette | Qualité                      |
| ---------------------------------------- | ---------- | ------------------------ | --------- | ---------------------------- |
| Les données manquantes sont à compléter. |            |                          |           |                              |
|                                          |            |                          |           |                              |
| avant 1988                               | ?          | Marinette Vidal          |           |                              |
|                                          |            |                          |           |                              |
| mars 2001                                | avril 2014 | Jean-François Vialle     | DVG       | Proviseur du lycée de Neuvic |
| avril 2014                               | mai 2020   | Éric Bossaert            |           | Cadre                        |
| mai 2020                                 | En cours   | Aurélie Gibouret-Lambert | DVD       | Diététicienne                |

## Démographie
L'évolution du nombre d'habitants est connue à travers les recensements de la population effectués dans la commune depuis 1793. Pour les communes de moins de 10 000 habitants, une enquête de recensement portant sur toute la population est réalisée tous les cinq ans, les populations de référence des années intermédiaires étant quant à elles estimées par interpolation ou extrapolation. Pour la commune, le premier recensement exhaustif entrant dans le cadre du nouveau dispositif a été réalisé en 2005.

En 2022, la commune comptait 340 habitants, en évolution de −4,49 % par rapport à 2016 (Corrèze : −0,59 %, France hors Mayotte : +2,11 %).
| 1793 | 1800 | 1806 | 1821 | 1831 | 1836 | 1841 | 1846 | 1851 |
| ---- | ---- | ---- | ---- | ---- | ---- | ---- | ---- | ---- |
| 391  | 229  | 414  | 420  | 473  | 445  | 580  | 584  | 566  |

| 1856 | 1861 | 1866 | 1872 | 1876 | 1881 | 1886 | 1891 | 1896 |
| ---- | ---- | ---- | ---- | ---- | ---- | ---- | ---- | ---- |
| 595  | 529  | 502  | 521  | 515  | 502  | 519  | 522  | 422  |

| 1901 | 1906 | 1911 | 1921 | 1926 | 1931 | 1936 | 1946 | 1954 |
| ---- | ---- | ---- | ---- | ---- | ---- | ---- | ---- | ---- |
| 430  | 443  | 443  | 353  | 370  | 305  | 301  | 296  | 234  |

| 1962 | 1968 | 1975 | 1982 | 1990 | 1999 | 2005 | 2006 | 2010 |
| ---- | ---- | ---- | ---- | ---- | ---- | ---- | ---- | ---- |
| 204  | 216  | 202  | 204  | 263  | 262  | 297  | 294  | 355  |

| 2015 | 2020 | 2022 | - | - | - | - | - | - |
| ---- | ---- | ---- | - | - | - | - | - | - |
| 357  | 345  | 340  | - | - | - | - | - | - |

## Lieux et monuments
L'église Saint-Pierre, en partie romane, a été édifiée au XIIIe siècle puis agrandie au XVIIe siècle. À l'intérieur, on peut découvrir une représentation de la Déploration du Christ, une peinture sur bois datant du XVIIe siècle, classée aux monuments historiques à titre d'objet depuis 1970.
À la limite communale avec Chirac-Bellevue se trouve une ancienne gare du Transcorrézien, où est exposé un wagon-grue classé.

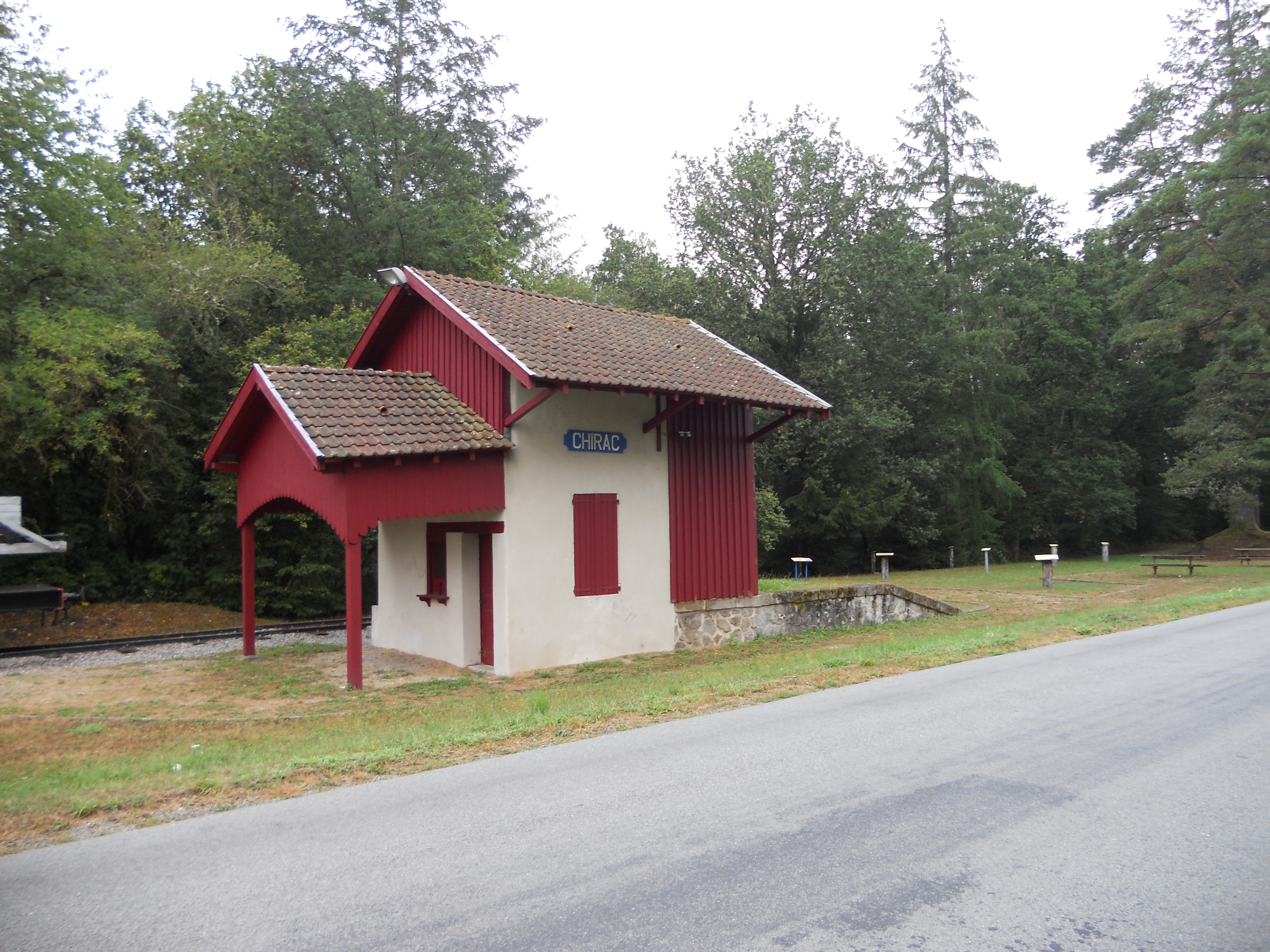
Ancienne gare du Transcorrézien.
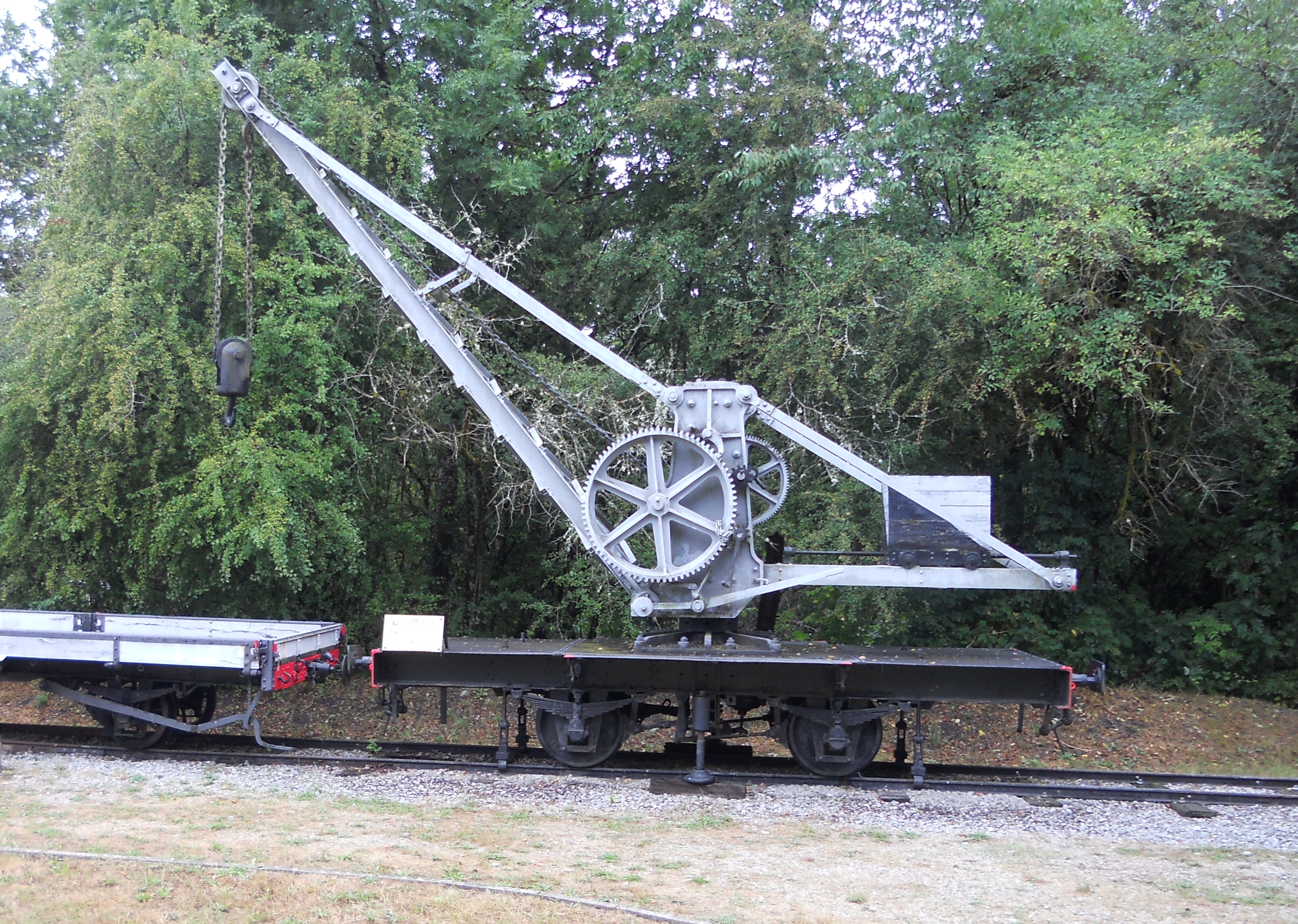
Wagon-grue du Transcorrézien.

## Héraldique
| Blason de Mestes | Blason  | Écartelé : aux 1er et 4e d'or à la croix ancrée d'azur, aux 2e et 3e d'or à la bande de sable chargée de trois étoiles d'argent. |
| Blason de Mestes | Détails | Le statut officiel du blason reste à déterminer.                                                                                 |